# Шумен (връх)
 Тази статия е за върха в Антарктика.  За града вижте Шумен.  
Връх Шумен (на английски: Shumen Peak) е покрит с лед връх, разположен на 770 m н.в. в хребета Фрисланд в планина Тангра на остров Ливингстън, Антарктика. Получава това име в чест на град Шумен през 2002 г.

## Описание
Върхът се намира на 1,56 km южно от връх Свети Методий, 870 m южно от връх Чепеларе, 4,48 km западно от Иглен връх, 1,45 km на север-северозапад от връх Ямбол и 3,23 km на изток-североизток от връх Велека. Издига се над ледника Чарити на запад, ледника Търново на юг и ледника Преспа на югоизток.

## Картографиране
Българско картографиране на върха от 2005 и 2009 г.

## Карти
- South Shetland Islands. Scale 1:200000 topographic map No. 3373. DOS 610 – W 62 58. Tolworth, UK, 1968.
- Islas Livingston y Decepción. Mapa topográfico a escala 1:100000. Madrid: Servicio Geográfico del Ejército, 1991.
- S. Soccol, D. Gildea and J. Bath. Livingston Island, Antarctica. Scale 1:100000 satellite map. The Omega Foundation, USA, 2004.
- L.L. Ivanov et al, Antarctica: Livingston Island, South Shetland Islands (from English Strait to Morton Strait, with illustrations and ice-cover distribution), 1:100000 scale topographic map, Antarctic Place-names Commission of Bulgaria, Sofia, 2005.
- Л. Иванов. Антарктика: Остров Ливингстън и острови Гринуич, Робърт, Сноу и Смит. Топографска карта в мащаб 1:120000. Троян: Фондация Манфред Вьорнер, 2009. ISBN 978-954-92032-4-0 (Допълнено второ издание 2010. ISBN 978-954-92032-8-8)
- Л. Иванов. Карта на остров Ливингстън. В: Иванов, Л. и Н. Иванова. Антарктика: Природа, история, усвояване, географски имена и българско участие. София: Фондация Манфред Вьорнер, 2014. с. 18 – 19. ISBN 978-619-90008-1-6
- Antarctic Digital Database (ADD). Scale 1:250000 topographic map of Antarctica. Scientific Committee on Antarctic Research (SCAR), 1993 – 2014.